# CPU cache
La Cache è un tipo di memoria RAM di piccole dimensioni, progettata per essere molto veloce ma anche più costosa rispetto ad altri tipi di memoria. Con l’aumento delle prestazioni dei processori e l’uso crescente di tecnologie avanzate come l’intelligenza artificiale e il cloud computing, la cache continua a giocare un ruolo fondamentale. Quando si parla di "lato prestazioni", si intende che la cache aiuta il computer o il dispositivo a lavorare più rapidamente: conserva temporaneamente le informazioni e i dati usati più spesso, permettendo al processore di accedervi immediatamente senza doverli recuperare da memorie più lente o da internet. Questo rende le operazioni più veloci, migliora l’efficienza energetica e garantisce una migliore esperienza d’uso, anche con applicazioni moderne e complesse. 

## Caratteristiche

Confronto tra memoria RAM e memoria CPU cache

Nel diagramma a sinistra sono illustrate due memorie: la memoria principale e la cache. La cache è una memoria molto più veloce, ma anche più piccola, usata per conservare temporaneamente i dati più usati dal processore. 
Ogni posizione della cache contiene un dato chiamato linea di cache (o blocco di cache), che attualmente può variare da 512 byte a 8 MB, a seconda del tipo e livello di cache. Al contrario, la memoria principale ha dimensioni molto più grandi, in genere tra 1 e 16 GB o più, ma è anche più lenta.
Ogni posizione in memoria è identificata da un numero univoco chiamato indice (o indirizzo di memoria). Nella cache, a ogni linea è associata un’etichetta (o tag), che indica a quale indirizzo della memoria principale corrisponde quel dato. 
Quando il processore ha bisogno di un'informazione, controlla prima se si trova nella cache. Se la trova (si parla di cache hit), l’accesso è molto veloce. Se invece non è presente (si parla di cache miss), il dato viene preso dalla memoria principale, che è più lenta, e copiato nella cache per usi futuri. 
Finché la maggior parte dei dati richiesti si trovano nella cache, il tempo medio per accedere alla memoria (latenza) resta basso, vicino a quello rapidissimo della cache. Questo si traduce in prestazioni migliori per il sistema. Quando il processore necessita di leggere o scrivere in una data collocazione in memoria principale, inizialmente controlla se il contenuto di questa posizione è caricato in cache. 
Questa operazione viene effettuata confrontando l'indirizzo della posizione di memoria con tutte le etichette nella cache che potrebbero contenere il dato a quell'indirizzo. Se il processore trova che la posizione di memoria è in cache, si parla di cache hit (accesso avvenuto con successo), altrimenti di cache miss (fallimento dell'accesso). 
Nel caso di un cache hit, il processore legge o scrive immediatamente il dato sulla linea di cache. Il rapporto tra cache hit e accessi totali è chiamato anche hit rate ed è una misura indiretta dell'efficacia dell'algoritmo di cache.
Quando si verifica una cache miss — cioè il processore richiede un dato assente dalla cache — viene creata una nuova voce che contiene l’etichetta (o tag) e una copia del dato recuperata dalla memoria principale. L’operazione è più lenta rispetto all’accesso diretto alla cache, perché richiede il trasferimento del dato e, spesso, la sostituzione di un dato ormai inutile. 
Per decidere quale dato eliminare per far posto al nuovo, la cache adotta una regola detta euristica di rimpiazzamento: si tratta di un metodo approssimato per cercare di prevedere quali dati saranno meno utili in futuro. Tuttavia, anche nel 2025, nessuna euristica è perfetta, soprattutto perché le cache hardware devono basarsi su meccanismi semplici da implementare nei circuiti elettronici. Per esempio, una delle politiche più diffuse è la LRU, che rimuove il dato utilizzato meno recentemente, con l’idea che sia il meno probabile da riutilizzare a breve.
Proprio per questo motivo, una cache molto capiente, anche se controllata da un algoritmo sofisticato, può risultare controproducente in alcune situazioni. Ad esempio, quando il processore lavora con dati che cambiano spesso (come in calcoli non ripetitivi), la cache può riempirsi di informazioni che non verranno più utilizzate. 
Ogni nuovo dato deve quindi essere caricato e gestito con l’ulteriore costo di rimuovere dati obsoleti, e questo può rallentare il sistema. In certi casi, il tempo complessivo impiegato per questo processo può essere addirittura superiore a quello richiesto per leggere direttamente il dato dalla memoria principale.
In altre parole, anche oggi una cache più grande non garantisce sempre prestazioni migliori: in scenari particolari può generare più cache miss che cache hit, con un impatto negativo sulla velocità complessiva del sistema. 

## Alcuni dettagli operativi
Quando si verifica una cache miss — ovvero quando il processore richiede un dato non presente nella cache — è necessario liberare spazio per poter memorizzare il nuovo dato. Questo comporta l’eliminazione di uno dei dati già presenti nella cache. La scelta di quale dato rimuovere è guidata da una regola detta politica di rimpiazzamento (replacement policy).
Lo scopo di questa politica è stimare quale dato sia meno probabile che venga riutilizzato a breve, così da poterlo sostituire senza compromettere le prestazioni complessive del sistema. Tuttavia, questa previsione è intrinsecamente complessa, in particolare per le cache hardware, che devono adottare strategie semplici, rapide e facilmente implementabili a livello di circuito.
Sono state sviluppate diverse politiche di rimpiazzamento, ciascuna con punti di forza e debolezze, ma nessuna in grado di garantire risultati ottimali in ogni contesto operativo. Una delle più diffuse è la LRU (Least Recently Used), che rimuove il dato utilizzato meno di recente, basandosi sull’ipotesi che un dato non usato da tempo difficilmente verrà richiesto di nuovo a breve. Pur non essendo ideale in ogni scenario, questa soluzione rappresenta un buon compromesso tra semplicità ed efficacia.
Quando un dato viene modificato nella cache, deve essere prima o poi aggiornato anche nella memoria principale, per mantenere la coerenza tra i due livelli di memoria. Il momento in cui avviene questa operazione dipende dalla cosiddetta politica di scrittura (write policy).
In una cache di tipo write-through, ogni modifica effettuata nella cache viene immediatamente replicata anche nella memoria principale. Questo garantisce una maggiore coerenza tra i dati, ma può rallentare le prestazioni a causa dell’elevato numero di accessi alla memoria. Al contrario, in una cache write-back, la scrittura nella memoria principale non avviene subito. I dati modificati restano temporaneamente nella cache e vengono segnati come "sporchi" tramite un apposito indicatore, chiamato dirty bit. Solo quando quella specifica linea di cache deve essere sostituita — ad esempio per far posto a nuovi dati — il contenuto aggiornato viene scritto nella memoria principale. Questo approccio riduce il numero di scritture, migliorando l’efficienza, ma richiede un meccanismo più complesso per garantire la coerenza. In un sistema write-back, una cache miss può generare due accessi alla memoria: uno per scrivere il dato modificato (se segnalato dal dirty bit) e uno per leggere il nuovo dato richiesto. 
Esistono anche politiche ibride, che cercano un compromesso tra efficienza e coerenza. Un esempio è una cache write-through con buffer di scrittura, dove le scritture vengono inserite temporaneamente in una coda, per poi essere inviate alla memoria principale in modo più efficiente, ad esempio raggruppandole o gestendole in momenti di basso traffico sul bus di sistema. 
In un sistema multiprocessore, è possibile che i dati contenuti nella memoria principale, di cui esiste una copia nella cache, vengano modificati da altri processori. In questi casi, le copie locali nella cache possono diventare obsolete o incoerenti. Per evitare errori di calcolo, i sistemi devono garantire che tutte le cache coinvolte lavorino con dati aggiornati. A tal fine vengono utilizzati appositi protocolli di coerenza, che regolano la comunicazione tra le cache per mantenere l’allineamento corretto dei dati. 
Un altro aspetto critico è il tempo necessario per leggere un dato dalla memoria, noto come latenza di lettura. Questo tempo influisce direttamente sulle prestazioni del processore: se la CPU deve attendere troppo a lungo l’arrivo di un dato, rischia di fermarsi temporaneamente, entrando in uno stato chiamato stallo della CPU. Tale situazione è particolarmente dannosa nelle CPU moderne, capaci di eseguire centinaia di istruzioni nel tempo impiegato per caricare un singolo dato da una memoria lenta. Per ridurre l’impatto degli stalli, sono state sviluppate tecniche di ottimizzazione che permettono alla CPU di sfruttare il tempo d’attesa. Ad esempio, alcuni microprocessori adottano l’esecuzione fuori ordine (out-of-order execution), che consente di portare avanti operazioni successive a quella in attesa, purché siano indipendenti dal dato mancante. Altri processori implementano il multithreading simultaneo, come nel caso della tecnologia HyperThreading di Intel, che consente a un secondo flusso di istruzioni (thread) di utilizzare l’unità di calcolo mentre il primo è in attesa dei dati. In questo modo, si riduce lo spreco di cicli di CPU, migliorando l’efficienza del sistema. 

## Associatività

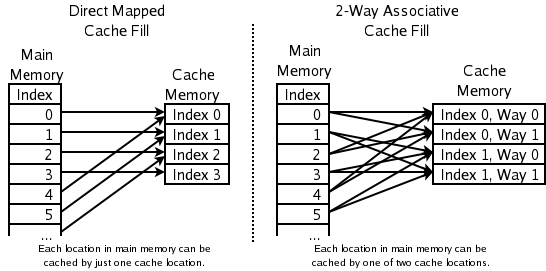
Quali posizioni di memoria possono essere caricate in quali posizioni della cache

La politica di rimpiazzamento determina dove, nella cache, può essere memorizzata una copia di un dato della memoria principale. Se il dato può essere inserito in qualsiasi linea, la cache è detta fully associative. Se invece può essere collocato solo in una linea specifica, si parla di cache direct mapped. Un compromesso tra i due approcci è la cache set associative, dove ogni dato può essere inserito in una delle linee di un gruppo (set). Ad esempio, la cache dati di primo livello dell’Athlon di AMD è 2-way set associative, cioè ogni dato può risiedere in due linee distinte del set corrispondente. 
Se ogni posizione della memoria principale può essere memorizzata in due linee diverse della cache (come nel caso di una cache 2-way set associative), è naturale chiedersi quali siano queste due posizioni. Il metodo più comune per stabilirlo è quello illustrato nel diagramma a lato: i bit meno significativi dell’indirizzo di memoria vengono usati per determinare a quale set appartiene il dato. A ciascun set corrispondono due linee di cache disponibili. Un vantaggio di questo schema è che, conoscendo già parte dell’indirizzo (quella usata per selezionare il set), le etichette (tag) salvate in cache possono essere più brevi, poiché non devono ripetere l’informazione già codificata. Questo comporta un uso più efficiente della memoria cache e una riduzione del tempo necessario per confrontare i tag durante l’accesso. 
Sono stati proposti schemi alternativi di organizzazione della cache per ridurre le collisioni, cioè i casi in cui più dati competono per la stessa posizione. Un esempio è la skewed cache, in cui il metodo di selezione del set varia tra le diverse vie (ways). Nella way 0, l’indice è calcolato con il metodo tradizionale (ad esempio usando i bit meno significativi dell’indirizzo), mentre nella way 1 l’indice è ottenuto tramite una funzione di hash. Una buona funzione di hash distribuisce in modo più uniforme gli indirizzi, riducendo il rischio che dati frequentemente usati entrino in conflitto tra loro, come può accadere con la mappatura diretta.Lo svantaggio di questo approccio è il ritardo aggiuntivo dovuto al calcolo della funzione di hash. Inoltre, può diventare più complesso gestire l’eliminazione delle linee obsolete, perché le diverse vie possono usare criteri di assegnazione diversi, rendendo meno efficiente il tracciamento dell’utilizzo recente (ad esempio nel caso di strategie come la Least Recently Used, o LRU). 
In generale, il grado di associatività della cache rappresenta un compromesso tra prestazioni e complessità. Maggiore associatività significa che ogni dato può essere memorizzato in più posizioni all’interno di un set, riducendo la probabilità di cache miss. Tuttavia, questo comporta anche un maggiore costo in termini di tempo, energia e spazio, poiché il sistema deve controllare più posizioni a ogni accesso.
Un principio empirico largamente accettato è che raddoppiare l’associatività (ad esempio passando da una cache direct-mapped a una 2-way o 4-way set associative) produce benefici simili a raddoppiare la dimensione della cache in termini di aumento del tasso di successo (hit rate). Tuttavia, oltre il 4-way, i vantaggi tendono a ridursi, e associatività più elevate vengono usate soprattutto per gestire casi specifici come il virtual aliasing (descritto nella sezione dedicata alla Traduzione degli Indirizzi). 
Uno dei vantaggi delle cache a mappatura diretta è la possibilità di eseguire operazioni in modo speculativo in modo semplice e rapido. Una volta calcolato l’indirizzo di memoria, è subito noto quale linea della cache potrebbe contenere il dato richiesto. Questo consente al processore di leggere preventivamente quella linea e iniziare a lavorare sul dato, anche prima di verificare se l’etichetta (tag) memorizzata corrisponda effettivamente all’indirizzo richiesto. 
Questo principio può essere esteso anche alle cache associative, sebbene con maggiore complessità. In questi casi, un sottoinsieme dell’etichetta, chiamato comunemente hint, può essere usato per selezionare provvisoriamente una delle linee candidate all’interno del set associato all’indirizzo. La CPU può così iniziare ad utilizzare temporaneamente quel dato, in parallelo alla verifica completa dell’etichetta. Questa tecnica speculativa è particolarmente utile quando viene impiegata insieme ai meccanismi di traduzione degli indirizzi, permettendo alla CPU di anticipare l'accesso ai dati, riducendo i ritardi dovuti alla latenza di memoria. 

## Cache miss
Con il termine cache miss (in italiano fallimento della cache) si indica una situazione in cui il processore tenta di leggere o scrivere un dato nella cache, ma quel dato non è presente, e deve quindi essere recuperato dalla memoria principale, con un conseguente aumento della latenza. Se la cache miss riguarda una lettura di istruzioni, il processore è costretto ad attendere il caricamento dell’istruzione dalla memoria principale, entrando in uno stato di stallo. Se invece la cache miss avviene durante il caricamento di un dato, il rallentamento può essere meno grave, perché il processore può continuare a eseguire altre istruzioni non dipendenti da quel dato, almeno fino a quando l'operazione che lo richiede diventa eseguibile. Tuttavia, in molti casi, i dati caricati vengono utilizzati immediatamente dopo l’istruzione di caricamento, il che rende comunque l’attesa penalizzante. Le cache miss in scrittura, infine, sono generalmente meno problematiche, perché le scritture vengono bufferizzate: il processore può proseguire l’esecuzione mentre i dati vengono scritti in secondo piano, salvo che il buffer non si riempia. Da notare che non esistono cache miss in scrittura per le cache istruzioni, in quanto le istruzioni sono solitamente di sola lettura e non vengono mai scritte direttamente nella cache da parte del processore.
Per ridurre la frequenza delle cache miss, è stato svolto un ampio lavoro di analisi sul comportamento della cache, con l’obiettivo di identificare la combinazione ottimale di dimensione, associatività, dimensione dei blocchi e altri parametri. Per studiare queste variabili, i ricercatori utilizzano le sequenze di accesso alla memoria prodotte dai programmi di benchmark, salvate sotto forma di tracce di indirizzi (address traces). Su queste tracce vengono simulate diverse configurazioni di cache, per valutare come ciascun parametro influenzi il numero di accessi riusciti e di cache miss. 
Tuttavia, comprendere l’effetto combinato di tutte queste variabili può risultare complesso. Un contributo fondamentale è stato fornito da Mark Hill, che ha proposto una classificazione delle cache miss in tre categorie principali, note come le "tre C":
- Compulsory misses (miss obbligate): si verificano alla prima richiesta di un dato mai caricato prima nella cache. Questi fallimenti sono indipendenti dalla dimensione o dall’associatività della cache. Possono essere mitigati con tecniche di prefetching o aumentando la dimensione dei blocchi, che di fatto prelevano più dati in una sola operazione.
- Capacity misses (miss da capacità): avvengono quando la cache non è abbastanza grande da contenere tutti i dati attivamente utilizzati. Questi fallimenti dipendono unicamente dalla dimensione totale della cache, e analizzarne la frequenza in funzione della dimensione permette di valutare la località temporale degli accessi.
- Conflict misses (miss da conflitto): si verificano quando due o più dati che potrebbero coesistere nella cache si contendono la stessa posizione, costringendo la cache a sovrascrivere dati ancora utili. Sono tipici delle cache non completamente associative. Questi possono essere ulteriormente suddivisi in:
- * Mapping misses, dovuti alla struttura stessa della cache (es. direct mapped);
- * Replacement misses, causati dalla scelta della politica di rimpiazzamento, che può espellere un dato che sarebbe stato riutilizzato a breve. [5]

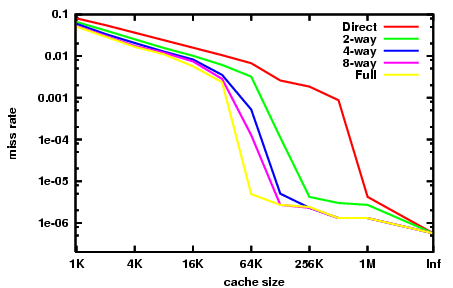
Frequenza di fallimento (miss rate) a confronto con la dimensione della cache (Cache size) sulla porzione degli interi di SPEC CPU2000

Il grafico a destra riassume la performance della cache vista dai benchmarks della porzione degli interi di un SPEC CPU2000, ripresa da Hill e Cantin Cache performance of SPEC CPU2000. Questi benchmark servono a rappresentare il tipo di carico di lavoro che una postazione di lavoro potrebbe subire un giorno qualsiasi. In questo grafico possiamo vedere i differenti effetti delle tre C.
All'estrema destra, quando la cache size assume un valore "Inf" (che, in altre parole, tende all'infinito), abbiamo i compulsory misses. Se volessimo migliorare le caratteristiche dello SpecInt2000, aumentare la dimensione della cache oltre 1MB sarebbe praticamente inutile.
La frequenza di fallimento in una cache fully-associative (completamente associativa) riflette in modo diretto il numero di capacity misses, cioè i casi in cui la cache non è abbastanza grande per contenere tutti i dati attivamente usati, indipendentemente dalla struttura della cache stessa. Nelle simulazioni, si adotta comunemente una politica di rimpiazzamento LRU (Least Recently Used), che rimuove il dato meno utilizzato di recente. Tuttavia, anche questa strategia non è sempre ottimale. Per ottenere il minimo teorico possibile di capacity misses, sarebbe necessaria una politica di rimpiazzamento perfetta, capace di prevedere con esattezza quali dati non verranno più utilizzati nel prossimo futuro. Una tale previsione, naturalmente, è irrealizzabile in pratica, ma viene spesso evocata come ipotesi ideale — come se un "veggente" potesse scrutare il futuro per fare la scelta perfetta.
Nel grafico che rappresenta la frequenza dei capacity misses, si può osservare una brusca diminuzione tra i 32 KB e i 64 KB di dimensione della cache. Questo comportamento suggerisce che il working set del benchmark — ovvero l’insieme di dati usati attivamente in un dato periodo — sia di circa 64 KB. Un progettista, esaminando questo risultato, potrebbe essere fortemente incentivato a scegliere una dimensione della cache appena superiore a 64 KB, così da ridurre significativamente i fallimenti. Al contrario, impostare la cache appena al di sotto di questo valore comporterebbe un aumento netto della frequenza di cache miss.È inoltre importante notare che, in questa simulazione, nessun livello di associatività rende una cache da 32 KB efficace quanto una cache da 64 KB con associatività 4-way, o una cache direct-mapped da 128 KB. Ciò evidenzia come la dimensione della cache sia spesso più determinante dell’associatività, almeno oltre certi limiti.
Infine, si osserva che tra i 64 KB e 1 MB di dimensione, esiste una notevole differenza di prestazioni tra le cache direct-mapped e quelle fully-associative. Questa differenza è dovuta principalmente alla frequenza dei conflict miss, cioè ai fallimenti causati dal fatto che più dati si contendono la stessa posizione nella cache. Secondo i dati disponibili nei primi anni 2000, le cache di secondo livello (L2) integrate direttamente sul chip del processore tendevano a rientrare proprio in questo intervallo di dimensioni. Le cache più piccole, infatti, sono abbastanza rapide da essere utilizzate come cache di primo livello (L1), mentre quelle molto grandi risultano troppo costose e complesse da integrare fisicamente sul chip. Ad esempio, il processore Itanium 2 montava una cache di terzo livello (L3) da 9 MB, che all’epoca era la più grande cache on-chip disponibile sul mercato. Dal punto di vista dell’efficienza, questi dati mostrano che una cache di secondo livello beneficia notevolmente di una maggiore associatività, in quanto questa riduce sensibilmente i conflitti tra dati e quindi la frequenza di cache miss, migliorando le prestazioni complessive del sistema.
Il vantaggio dell’alta associatività nelle cache era già noto alla fine degli anni ottanta e all’inizio degli anni novanta. Tuttavia, all’epoca i progettisti di CPU incontravano limitazioni fisiche e tecnologiche: non era possibile integrare cache di grandi dimensioni direttamente sul chip, né c’era sufficiente larghezza di banda per gestire una cache altamente associativa posta fuori dal processore. Per superare queste difficoltà, furono esplorate diverse soluzioni architetturali. Il processore MIPS R8000, ad esempio, utilizzava SRAM off-chip dedicate e costose, dotate di comparatori di etichette e driver ad alte prestazioni, per implementare una cache associativa 4-way da 4 MB. Il successivo MIPS R10000, invece, utilizzava SRAM comuni per conservare le etichette, ma richiedeva due cicli di clock per accedere ai dati e verificare l’etichetta, a causa della maggiore complessità. Per ridurre la latenza di accesso, il R10000 introdusse una tecnica di predizione: al momento della richiesta di un dato, cercava di anticipare quale delle vie della cache avrebbe contenuto l’informazione corretta, avviando in parallelo il controllo completo delle etichette. Questa strategia permetteva di accelerare l’accesso nella maggior parte dei casi, nonostante le limitazioni hardware del periodo.

## Cache hit
Cache colpita (in inglese cache hit) è il termine usato per indicare il successo del processore nel trovare un dato richiesto direttamente all'interno della memoria cache, senza dover accedere alla memoria principale (RAM), che è più lenta. Quando il dato cercato è presente in cache, si verifica un hit e il processore può accedere rapidamente all'informazione. Questo accesso può riguardare sia la lettura (cache read hit) sia la scrittura (cache write hit) del dato sulla linea di cache corrispondente.
In caso di hit di lettura, il processore legge il dato direttamente dalla cache, evitando qualsiasi coinvolgimento della memoria principale.
In caso di hit di scrittura, il processore scrive il dato nella cache secondo regole specifiche, descritte nella politica di scrittura della cache.

## Traduzione degli indirizzi
La maggior parte delle CPU comunemente utilizzate implementa un qualche tipo di sistema di memoria virtuale. Questo meccanismo consente a ogni programma in esecuzione di vedere un proprio spazio di memoria separato, che include solo il codice e i dati relativi a quel programma. In questo modo, ciascun programma può operare in modo indipendente, senza doversi preoccupare della memoria utilizzata dagli altri programmi.
Per rendere possibile questa separazione, il processore deve tradurre gli indirizzi virtuali generati dal programma in indirizzi fisici nella memoria principale. Questa traduzione è gestita da una componente del processore chiamata memory management unit (MMU). La MMU può accedere rapidamente alle informazioni di traduzione grazie al Translation Lookaside Buffer (TLB), una cache che memorizza le corrispondenze più recenti della page table gestita dal sistema operativo.
La traduzione degli indirizzi virtuali in indirizzi fisici, svolta dalla MMU, presenta tre caratteristiche fondamentali:
- Latenza: In genere, la MMU fornisce l’indirizzo fisico corrispondente pochi cicli di clock dopo che l’indirizzo virtuale è stato generato dal processore. Questo breve ritardo è necessario per completare la traduzione.
- Aliasing: È possibile che più indirizzi virtuali facciano riferimento allo stesso indirizzo fisico. Per garantire la coerenza dei dati, la maggior parte dei processori assicura che ogni modifica a un indirizzo fisico avvenga in modo ordinato. A tal fine, il processore deve impedire che più copie dello stesso dato fisico siano presenti contemporaneamente in cache.
- Granularità: Lo spazio degli indirizzi virtuali è suddiviso in blocchi chiamati pagine. Ad esempio, uno spazio virtuale di 4 GB può essere suddiviso in 1.048.576 pagine da 4 KB ciascuna, ognuna gestita separatamente. Alcuni sistemi supportano anche pagine di dimensioni variabili; per ulteriori dettagli si veda la voce memoria virtuale.

In origine, i primi sistemi dotati di memoria virtuale risultavano piuttosto lenti, poiché per ogni accesso alla memoria era necessario consultare la page table, che risiedeva nella memoria principale. Questo comportava un doppio accesso alla memoria per ogni operazione, riducendo sensibilmente le prestazioni. Per ovviare a questo limite, fu introdotta la Translation Lookaside Buffer (TLB), una piccola cache specializzata che memorizza temporaneamente le mappature più recenti tra indirizzi virtuali e fisici. Di fatto, la TLB fu la prima cache hardware utilizzata nei computer, ancor prima delle cache dedicate ai dati o alle istruzioni.
La distinzione tra indirizzi virtuali e indirizzi fisici solleva la questione su quali debbano essere utilizzati per gli indici e le etichette della cache. Utilizzare indirizzi virtuali consente una maggiore velocità, perché evita di attendere la traduzione da parte della MMU prima di accedere alla cache. Questo è particolarmente importante per ridurre la latenza di caricamento dalla memoria principale, un fattore critico per le prestazioni della CPU. Per questo motivo, molte cache di primo livello (L1) sono progettate per essere indicizzate usando indirizzi virtuali, permettendo alla MMU di eseguire in parallelo la ricerca nella TLB e l'accesso ai dati presenti nella cache.
L’uso di indirizzi virtuali per l’accesso alla cache non è sempre la soluzione migliore. Una delle principali difficoltà è rappresentata dal fenomeno degli alias virtuali, ovvero la possibilità che uno stesso indirizzo fisico venga associato a più indirizzi virtuali diversi. In questi casi, la cache potrebbe conservare copie duplicate dello stesso dato in posizioni distinte, compromettendo la coerenza tra le informazioni. Gestire correttamente questi alias diventa più complesso man mano che la cache cresce di dimensioni. Per questo motivo, la maggior parte delle cache di secondo livello (L2) e di livello superiore sono progettate per essere indicizzate con indirizzi fisici, eliminando il problema alla radice e garantendo una gestione più efficiente e coerente dei dati in memoria.
L’impiego di indirizzi virtuali per le etichette della cache, noto come virtual tagging, è piuttosto raro. In molti casi, infatti, la ricerca nella TLB si conclude prima dell’accesso completo alla memoria cache, rendendo disponibile l’indirizzo fisico in tempo utile per confrontarlo con le etichette. In queste situazioni, non è necessario utilizzare etichette virtuali. Le cache di grandi dimensioni, che hanno tempi di accesso più lunghi, sono generalmente etichetate con indirizzi fisici (physically tagged) per garantire coerenza e semplicità nella gestione. Al contrario, le cache più piccole e veloci, come quelle di primo livello, possono ancora utilizzare il virtual tagging per ridurre la latenza complessiva. Nelle architetture più recenti, tuttavia, il virtual tagging è stato in parte sostituito da meccanismi più avanzati, come i vhints, descritti più avanti, che consentono una gestione ancora più efficiente dell’indirizzamento e dell’accesso ai dati in cache.

### Virtual indexing e virtual aliases
Il processore garantisce la corretta gestione degli alias virtuali ordinandoli in modo tale che, in ogni momento, nella cache possa essere presente una sola copia di un determinato indirizzo fisico corrispondente a uno degli alias virtuali.
Ogni volta che un nuovo dato viene inserito nella cache, il processore verifica se esistono altri alias virtuali corrispondenti e, se li trova, li elimina per evitare duplicazioni. Questa operazione avviene solo in caso di cache miss (mancato reperimento del dato). Durante un cache hit (accesso riuscito), invece, non è necessario alcun controllo aggiuntivo, permettendo così di mantenere il percorso rapido e efficiente all’interno della cache.
Il modo più semplice per individuare gli alias virtuali è far sì che tutti gli indirizzi virtuali che corrispondono allo stesso indirizzo fisico siano mappati nella stessa area della cache. Questo avviene, ad esempio, quando il TLB gestisce pagine di 4 KB e la cache è direct-mapped con una dimensione pari o inferiore a 4 KB.
Le moderne cache di primo livello sono molto più grandi di 4 KB, mentre la dimensione delle pagine di memoria virtuale è rimasta generalmente invariata. Ad esempio, se la cache è di 16 KB e indicizzata con indirizzi virtuali, uno stesso indirizzo fisico può corrispondere a quattro diverse posizioni nella cache, a causa di differenti indirizzi virtuali associati. In caso di cache miss, il processore deve controllare tutte e quattro queste posizioni per verificare se gli indirizzi fisici corrispondono realmente a quello richiesto, prima di procedere con l’accesso alla memoria principale.
I controlli necessari per individuare e gestire gli alias virtuali sono simili a quelli che una cache set-associativa utilizza per trovare una corrispondenza specifica. Per esempio, in una cache indicizzata virtualmente da 16 KB con una configurazione 4-way set-associativa e pagine di memoria virtuale da 4 KB, non è richiesto alcun intervento aggiuntivo per eliminare gli alias virtuali in caso di cache miss. Questo perché i controlli per confrontare gli indirizzi fisici sono già eseguiti durante la ricerca nella cache, evitando così duplicazioni e mantenendo l’efficienza.
Prendendo come esempio un AMD Athlon, questo processore dispone di una cache dati di primo livello da 64 KB, con pagine di memoria virtuale da 4 KB e una configurazione 2-way set associative. Quando la cache dati di primo livello subisce un cache miss, due dei sedici possibili alias virtuali (dato che 64 KB diviso 4 KB fa 16) sono già stati controllati. Per completare l’eliminazione degli eventuali altri alias virtuali, sono necessari circa sette cicli aggiuntivi nel circuito di controllo delle etichette.

### Virtual tags and vhints
È possibile utilizzare anche l’etichettatura virtuale (virtual tagging). Il principale vantaggio di questo metodo, soprattutto nelle cache associative, è che permette di confrontare le etichette prima che avvenga la traduzione dall’indirizzo virtuale a quello fisico, accelerando così l’accesso.
Tuttavia, ci sono alcune complessità da considerare:
- I controlli di coerenza e la rimozione delle voci nella cache si basano sugli indirizzi fisici. Perciò, l’hardware deve disporre di un meccanismo per convertire l’indirizzo fisico in una posizione della cache. Questo comporta che la cache memorizzi sia le etichette virtuali sia quelle fisiche. Al contrario, una cache con etichettatura fisica (physically tagged) gestisce solo etichette fisiche, semplificando il progetto.
- Quando una traduzione dall’indirizzo virtuale a quello fisico viene rimossa dalla TLB, le informazioni corrispondenti nella cache devono essere invalidate (cioè svuotate o aggiornate). Inoltre, se la cache contiene dati relativi a pagine non più mappate dalla TLB, questi dati devono essere rimossi quando cambiano i permessi di accesso a tali pagine nella page table.

Il sistema operativo può permettere che più alias virtuali dello stesso indirizzo fisico siano presenti contemporaneamente nella cache, tramite una tecnica chiamata page coloring, che sarà descritta più avanti. Alcuni processori RISC, come quelli delle famiglie SPARC e RS/6000, hanno adottato questo approccio. Tuttavia, recentemente questa pratica è stata meno utilizzata, perché il costo hardware per rilevare e rimuovere gli alias virtuali si è ridotto, mentre la complessità e l’impatto sulle prestazioni del software necessario per implementare un page coloring preciso sono aumentati.
È utile distinguere due funzioni svolte dall’etichettatura in una cache associativa:
- La prima serve a scegliere quale linea del set selezionare (modalità di selezione).
- La seconda serve a verificare se l’accesso alla cache è un successo o un fallimento (hit o miss).
- La seconda funzione deve sempre essere accurata, mentre per la prima è possibile accettare qualche errore occasionale (una “predizione” non sempre corretta), senza compromettere il funzionamento complessivo della cache.

Alcuni processori, come quelli recenti della famiglia SPARC, utilizzano cache che combinano sia etichette virtuali sia etichette fisiche. In questo tipo di cache, le etichette virtuali sono impiegate per selezionare il modo (ossia la linea o il blocco da verificare), mentre le etichette fisiche servono a determinare se l’accesso è un successo (cache hit) o un fallimento (cache miss). Questa soluzione unisce il vantaggio di una bassa latenza tipica delle cache con etichette virtuali alla semplicità di gestione del software garantita dalle cache con etichette fisiche. Tuttavia, comporta un costo maggiore dovuto alla necessità di mantenere etichette duplicate.Durante i casi di fallimento della cache, i modi alternativi della linea devono essere controllati per eventuali alias virtuali e, se necessario, le corrispondenze errate devono essere eliminate per mantenere la coerenza.
L’area di memoria aggiuntiva (e la relativa latenza) associata all’uso di etichette virtuali può essere mitigata impiegando dei virtual hints invece delle etichette virtuali complete. Questi hints rappresentano un sottoinsieme, o un hash, dell’etichetta virtuale e vengono utilizzati per selezionare il modo della cache da cui leggere i dati e la relativa etichetta fisica. In una cache con etichette virtuali, può verificarsi una corrispondenza tra virtual hints ma non tra etichette fisiche: in tal caso, l’informazione nella cache associata all’hint coincidente deve essere rimossa, affinché gli accessi successivi allo stesso indirizzo trovino una sola corrispondenza. Poiché i virtual hints contengono meno bit rispetto alle etichette virtuali complete, distinguono meno efficacemente gli indirizzi. Di conseguenza, una cache basata su virtual hints tende a soffrire più frequentemente di mancanze dovute a conflitti (conflict misses) rispetto a una cache con etichette virtuali complete.
Un esempio estremo di riduzione dei virtual hints si osserva nei processori Pentium 4 (core Willamette e Northwood). In questi modelli, l’hint virtuale è ridotto a soli 2 bit, mentre la cache è organizzata come una 4-way set associative. Il processore implementa una semplice permutazione tra gli indirizzi virtuali e gli indirizzi della cache, tale da rendere superfluo l’uso di un Content-Addressable Memory (CAM) per selezionare il modo corretto da cui recuperare i dati. Questo approccio consente una selezione rapida del blocco in cache, pur mantenendo i vantaggi dell’associatività.

### Page coloring
Le cache fisicamente indicizzate di grandi dimensioni (tipicamente le cache di secondo livello) possono presentare un problema noto: il sistema operativo, anziché le applicazioni, determina quali pagine di memoria possano collidere all’interno della cache. Differenze nell’allocazione delle pagine tra diverse esecuzioni dello stesso programma possono modificare i pattern di collisione nella cache, con conseguenti variazioni significative nelle prestazioni. Tali variazioni rendono difficile ottenere misurazioni di benchmark stabili e riproducibili, portando spesso gli ingegneri a sollecitare interventi da parte degli sviluppatori del sistema operativo per mitigare il problema.
Per comprendere il problema, si consideri una CPU dotata di una cache di secondo livello (L2) da 1 MB, direct-mapped e indicizzata fisicamente, in combinazione con una memoria virtuale suddivisa in pagine da 4 KB. In questo scenario, 256 pagine fisiche consecutive si mappano su posizioni consecutive nella cache, fino a completare un ciclo e tornare alla posizione iniziale. Ogni pagina fisica può quindi essere associata a un "colore", compreso tra 0 e 255, che rappresenta la sua posizione potenziale nella cache. Di conseguenza, due pagine con colori diversi non si sovrappongono nella cache, mentre pagine con lo stesso colore possono entrare in conflitto, causando evizioni e influenzando le prestazioni del sistema.
Un programmatore che desideri sfruttare al meglio la cache del processore può organizzare gli accessi alla memoria del programma in modo da ridurre al minimo i cache miss di tipo capacitivo, ovvero quei casi in cui la quantità di dati supera lo spazio disponibile nella cache. Una strategia efficace è limitare l’uso della memoria attiva a una dimensione contenuta (ad esempio 1 MB) per volta, così che l'intero set di dati possa essere contenuto nella cache senza causare sostituzioni continue. Tuttavia, anche mantenendo bassa la quantità di dati, bisogna evitare i cache miss di conflitto, che si verificano quando diverse porzioni di memoria competono per le stesse linee della cache a causa della struttura della mappatura. Un modo per affrontare questo problema consiste nell’assegnare colori virtuali alle pagine di memoria usate dal programma, in modo simile a come vengono assegnati i colori fisici alle pagine fisiche in alcuni sistemi. Il programmatore può così pianificare l'accesso alla memoria affinché due pagine con lo stesso colore virtuale non vengano utilizzate nello stesso momento, evitando così che si mappino sulla stessa porzione della cache.
Esiste un'ampia letteratura su questo tipo di ottimizzazioni, in particolare nell’ambito del High Performance Computing (HPC), dove sono frequentemente utilizzate tecniche come la Loop nest optimization per migliorare l'efficienza dell’accesso ai dati e sfruttare meglio la gerarchia di memoria.
Va infine considerato che, anche se le pagine virtuali attive sono diversificate, il sistema operativo potrebbe assegnare loro pagine fisiche in modo casuale o uniforme. Questo comporta un’elevata probabilità che due pagine abbiano lo stesso colore fisico e quindi occupino la stessa posizione nella cache, causando conflitti. Questo effetto statistico è descritto dal Birthday paradox.
La soluzione a questo problema consiste nel fare in modo che il sistema operativo tenti di assegnare pagine fisiche con colori fisici differenti a colori virtuali differenti, una tecnica nota come page coloring. Questa tecnica mira a ridurre i cache miss di conflitto, migliorando l’efficienza nell’uso della cache. Sebbene la corrispondenza esatta tra colori virtuali e fisici possa sembrare poco rilevante per le prestazioni complessive del sistema, mappature troppo irregolari o non uniformi risultano difficili da gestire e offrono benefici limitati. Per questa ragione, la maggior parte degli approcci alla colorazione delle pagine cerca semplicemente di mantenere una coerenza tra il colore fisico e quello virtuale, assegnando pagine fisiche dello stesso colore a pagine virtuali corrispondenti.
Se il sistema operativo riesce a garantire che ogni pagina fisica venga associata a un solo colore virtuale, si evitano i cosiddetti virtual alias, ovvero situazioni in cui più indirizzi virtuali puntano alla stessa locazione fisica. In questo caso, il processore può utilizzare una cache con virtual indexing senza dover eseguire controlli aggiuntivi per gestire alias multipli durante la rilevazione di cache miss. In alternativa, il sistema operativo può forzare lo svuotamento (flush) di una pagina dalla cache ogni volta che essa cambia da un colore virtuale a un altro. Questo metodo è stato utilizzato in alcune architetture recenti, come quelle basate su SPARC o IBM RS/6000.

## Gerarchia delle cache in un processore moderno
I processori moderni adottano una gerarchia di cache multilivello (tipicamente L1, L2 e L3) per ridurre la latenza nell’accesso alla memoria principale e migliorare le prestazioni complessive del sistema. Questa struttura nasce da due necessità fondamentali: la crescente distanza in termini di velocità tra CPU e RAM, e il bisogno di gestire in modo efficiente l’accesso concorrente nei sistemi multicore. La cache L1 è la più piccola e veloce, situata direttamente all’interno di ciascun core del processore; viene spesso divisa in una sezione per i dati e una per le istruzioni. La cache L2 è più capiente e leggermente più lenta, mentre la cache L3, ancora più ampia, è generalmente condivisa tra tutti i core del chip. Questa gerarchia consente di conservare localmente i dati usati più frequentemente (data locality), riducendo il numero di accessi alla RAM e migliorando l’efficienza energetica. Nei sistemi più recenti, l’organizzazione delle cache è progettata per adattarsi a carichi di lavoro eterogenei, grazie a tecniche come il page coloring o l’indicizzazione virtuale delle cache, che riducono i conflitti e migliorano l’utilizzo dello spazio disponibile. In contesti ad alte prestazioni, come l’High Performance Computing o i sistemi con architettura chiplet, la gerarchia delle cache è ottimizzata anche per gestire la comunicazione tra core e acceleratori, attraverso reti su chip (Network on Chip) e cache condivise a bassa latenza.
La progettazione moderna mira a mantenere un equilibrio tra velocità, capacità e coerenza, con meccanismi intelligenti di prefetching, gestione degli alias virtuali e strategie di coerenza tra cache multilivello.

### Cache specializzate
Il primo motivo che ha portato allo sviluppo di una gerarchia di cache nei processori moderni è legato al funzionamento delle CPU con pipeline. In queste architetture, la memoria viene interrogata in più fasi della pipeline, durante il recupero delle istruzioni, nella traduzione degli indirizzi da virtuali a fisici e nel recupero dei dati. Per evitare conflitti e colli di bottiglia, la soluzione più efficiente consiste nell'utilizzare cache fisiche separate per ciascuno di questi punti, così che nessuna risorsa debba servire più operazioni contemporaneamente. Questo approccio consente un'elevata parallelizzazione delle fasi di esecuzione, migliorando le prestazioni complessive del processore.
Di conseguenza, la pipeline di una CPU moderna tende a includere almeno tre cache distinte: una cache per le istruzioni (instruction cache), una per i dati (data cache) e una per la Translation Lookaside Buffer (TLB), utilizzata per la traduzione rapida degli indirizzi di memoria. Ciascuna di queste cache è specializzata in un compito specifico e ottimizzata per il tipo di accesso che deve gestire. Questa suddivisione consente di ridurre la latenza, aumentare la velocità di esecuzione e garantire un accesso più efficiente alla memoria principale all'interno di architetture sempre più complesse e multi-thread.

### Victim cache
Una victim cache è una cache utilizzata per mantenere blocchi rimossi dalla cache della CPU a causa di un conflict miss o capacity miss. La victim cache è situata tra la cache primaria e la memoria sottostante, e mantiene solamente i blocchi rimossi dopo un miss. Questa tecnica è utilizzata per ridurre la penalità in cui si incorre per un fallimento della cache, perché può accadere che i dati che sono nella victim cache vengano richiesti qualche tempo dopo, e allora invece di dichiarare un miss, e andare in memoria a recuperare questi dati, si controlla la victim cache e si utilizzano i dati che sono ancora dentro di essa.
La victim cache originale su un HP PA7200 fu una cache piccola, fully-associative. Processori posteriori, come gli AMD Athlon, Athlon XP e Athlon 64 utilizzavano la cache secondaria molto grande come una victim cache, per evitare ripetizioni d'immagazzinamenti del contesto sulla cache primaria.

### Trace cache
Uno degli esempi più avanzati di specializzazione della cache è rappresentato dalla trace cache, utilizzata nei microprocessori Pentium 4. Si tratta di un meccanismo progettato per aumentare la larghezza di banda nel recupero delle istruzioni (fetch), memorizzando sequenze di istruzioni già decodificate, pronte per un rapido riutilizzo.
Il concetto di trace cache è stato introdotto da Eric Rotenberg, Steve Bennett e Jim Smith nel loro articolo del 1996: Trace Cache: a Low Latency Approach to High Bandwidth Instruction Fetching.
A differenza delle cache tradizionali, la trace cache può contenere istruzioni già eseguite o pronte per l'esecuzione, organizzate in gruppi detti tracce. Queste possono rappresentare blocchi di base  (cioè sequenze di istruzioni consecutive senza salti, che terminano con una ramificazione) oppure tracce dinamiche. Le tracce dinamiche sono percorsi di esecuzione effettivamente seguiti dal programma: includono solo le istruzioni realmente eseguite e omettono quelle saltate a causa di ramificazioni condizionali. Questa struttura consente al processore di recuperare rapidamente istruzioni da più blocchi consecutivi, evitando l’interruzione causata da salti condizionali o diramazioni nel flusso del programma. In questo modo, la trace cache contribuisce a migliorare l’efficienza del recupero delle istruzioni e a ridurre la latenza nell’esecuzione.
Le tracce memorizzate nella trace cache sono identificate tramite il program counter della prima istruzione e da un insieme di predizioni sulle ramificazioni. Questo consente di conservare diverse versioni di tracce che iniziano dallo stesso indirizzo, ognuna corrispondente a differenti esiti delle ramificazioni condizionali.
Durante la fase di prelievo delle istruzioni nell'instruction pipeline, il processore controlla nella trace cache se esiste una traccia corrispondente al program counter attuale e alle predizioni di salto. Se la ricerca ha esito positivo (hit), le istruzioni vengono fornite direttamente dalla trace cache, evitando di doverle recuperare dalla memoria o da una cache convenzionale. La trace cache continua ad alimentare la fetch unit fino al termine della traccia o fino a una misprediction, cioè quando la previsione su una ramificazione si rivela errata. In quel caso, si avvia la costruzione di una nuova traccia.
Rispetto alle cache tradizionali, la trace cache offre un vantaggio importante: non conserva istruzioni che seguono una ramificazione non presa o un salto incondizionato. Questo evita di occupare spazio con istruzioni che non verranno eseguite, migliorando l'efficienza complessiva.
Nei processori come l’Intel Pentium 4, le trace cache vengono utilizzate anche per memorizzare micro-operazioni già decodificate (derivate da istruzioni complesse dell’architettura x86), permettendo di evitarne la decodifica nelle successive esecuzioni.
L'idea alla base della trace cache nasce dall’esigenza di ottimizzare le prestazioni dei processori CISC che, internamente, traducono le istruzioni complesse in micro-operazioni più semplici simili a quelle di un'architettura RISC, come avviene nel Pentium 4. In questi casi, la fase di decodifica delle istruzioni risulta particolarmente onerosa in termini di tempo e risorse. Utilizzando una trace cache, si evita di ripetere la decodifica per istruzioni già eseguite, riducendo così il carico sul processore e migliorando l’efficienza.
Tuttavia, l’impiego della trace cache ha mostrato alcuni limiti che ne hanno ridotto l’adozione nelle architetture più recenti. In molti casi, le istruzioni CISC vengono tradotte in una sola micro-operazione RISC in un singolo ciclo di clock. Le istruzioni più complesse, che richiedono più cicli e generano più micro-operazioni, sono relativamente rare. Questo riduce il vantaggio prestazionale della trace cache rispetto a una cache tradizionale.
Un ulteriore limite è legato alla rappresentazione delle istruzioni. Nelle architetture come quella di Intel, le istruzioni CISC hanno lunghezza variabile (da 1 a 6 byte, ovvero tra 8 e 48 bit), mentre le micro-operazioni RISC derivate hanno lunghezza fissa (ad esempio, 118 bit nel Pentium 4). Di conseguenza, a parità di spazio occupato in memoria, una trace cache riesce a contenere meno istruzioni rispetto a una cache convenzionale, limitandone ulteriormente l’efficacia.
Vedi il testo  Smith, Rotenberg and Bennett's paper. URL consultato il 30 novembre 2019 (archiviato dall'url originale il 3 aprile 2008). in CiteSeer.

## Cache multilivello
Le cache multilivello introducono un nuovo modello nella gestione dei dati. In molti processori moderni, come quelli della famiglia Intel Core (dalla generazione Sandy Bridge in poi) e alcuni ARM avanzati, i dati presenti nella cache L1 sono sempre contenuti anche nella cache L2. Questo tipo di organizzazione è detta inclusive.Al contrario, altri processori, come quelli della serie AMD Ryzen, adottano cache exclusive, dove ogni dato risiede al massimo in una sola delle due cache, o nella L1 o nella L2, ma mai in entrambe contemporaneamente. 
Il vantaggio delle cache exclusive è che possono immagazzinare una quantità maggiore di dati totali, un beneficio che diventa più evidente all’aumentare delle dimensioni delle cache. Tuttavia, questa caratteristica non è comune nelle implementazioni x86 di Intel. D’altra parte, il vantaggio principale delle cache inclusive è che, in un sistema multiprocessore, quando un dispositivo esterno o un altro processore deve invalidare una linea di cache, può controllare soltanto la cache L2 per decidere se eliminarla, senza dover verificare anche la L1. In sistemi senza inclusione, invece, è necessario controllare entrambe le cache L1 e L2, rendendo il processo più complesso.
Inoltre, esiste una relazione tra l’associatività delle cache L1 e L2: affinché l’associatività effettiva della cache L1 non venga limitata, la cache L2 deve avere almeno un numero di modi (set associativi) pari o superiore al totale delle cache L1 nel sistema.
Un altro vantaggio delle cache inclusive è che le cache più grandi possono usare linee di cache più grandi, che riducono la dimensione delle etichette delle cache secondarie. Se la cache secondaria è di un ordine di grandezza maggiore di quella primaria, e i dati della cache sono di un ordine di grandezza più grande delle etichette della cache, queste etichette di dati salvati può essere confrontato con l'area incrementale necessaria a immagazzinare i dati nella cache L1 ed L2.
Come menzionato prima, grandi computer hanno a volte un'altra cache tra quella L2 e la memoria principale chiamata cache L3. Questa cache è implementata generalmente su un chip separato dalla CPU, e come nel 2004, ha una capacità dai 2MB ai 256 MB. Queste cache costeranno ben oltre i $1000 da costruire, e i loro benefici dipenderanno dai percorsi di accesso delle applicazioni. Workstation x86 di fascia alta e server sono ora disponibili con un'opzione per la cache L3.
Infine, dall'altro lato della gerarchia della memoria, il Register file della CPU può essere considerato la più piccola, veloce cache nel sistema, con la speciale caratteristica che viene richiamata dal software—tipicamente da un compilatore, siccome alloca registri che devono mantenere valori recuperati dalla memoria principale.

### Esempio: architettura AMD K8
Per illustrare sia la specializzazione che la gerarchia multilivello delle cache, si può prendere come esempio l’architettura AMD Athlon 64, nota anche come architettura K8. La K8 utilizza quattro tipi di cache specializzate: una cache d’istruzione, una TLB d’istruzioni, una cache di dati e una TLB di dati. Ogni cache ha un ruolo specifico: La cache d’istruzioni mantiene copie di linee di memoria da 64 byte e recupera 16 byte per ciclo. Ogni byte in questa cache è memorizzato con 10 bit anziché 8, con i bit extra usati per indicare i limiti delle istruzioni (un esempio di precodifica). Questa cache utilizza un codice di parità per il controllo degli errori, che è meno pesante di un codice ECC; eventuali dati corrotti vengono ricaricati dalla memoria principale. La TLB d’istruzioni conserva le informazioni delle  (PTE) e traduce gli indirizzi virtuali in indirizzi fisici durante il recupero delle istruzioni. È suddivisa in due sezioni: una per le mappature da 4 KB e una per mappature da 2 o 4 MB, facilitando un confronto completamente associativo in ciascuna sezione.  La TLB dei dati ha due copie identiche che permettono di eseguire due traduzioni di indirizzi per ciclo, con la stessa suddivisione in base alla dimensione delle pagine. La cache dei dati memorizza linee da 64 byte ed è organizzata in 8 banchi da 8 KB ciascuno, capaci di fornire due dati da 8 byte per ciclo se presi da banchi diversi. Le etichette (tag) sono duplicate per gestire questi accessi simultanei. La K8 include anche cache di secondo livello (L2) per le TLB di istruzioni e dati, che immagazzinano solo mappature di pagine da 4 KB. Sia le cache L1 (dati e istruzioni) che le TLB sono rimpiazzate dalla cache L2, che è exclusive rispetto alle L1: una linea può risiedere solo in una tra cache L1 dati, cache L1 istruzioni o cache L2. La K8 gestisce anche informazioni di branch prediction associate alle istruzioni, immagazzinate sia nella cache L1 istruzioni sia nella cache L2 unificata. Per migliorare la predizione, utilizza bit extra in linee di cache protette da parità o ECC, permettendo una migliore accuratezza grazie a una più ampia memoria storica dei percorsi di esecuzione.

### Altre gerarchie
Altri processori utilizzano diversi tipi di predittori. Ad esempio, il store-to-load bypass predictor nel DEC Alpha 21264 è un caso specifico, e si prevedono facilmente ulteriori predittori specializzati da integrare nelle future architetture.
Questi predittori funzionano in modo simile alle cache, poiché immagazzinano informazioni il cui calcolo è costoso in termini di tempo o risorse. Alcuni termini usati nella descrizione dei predittori, come hit nel predittore di percorsi, sono mutuati dalla terminologia delle cache. Tuttavia, i predittori non vengono generalmente considerati come parte della gerarchia delle cache.
L’architettura K8 mantiene le cache di istruzioni e dati coerenti direttamente via hardware, garantendo che una scrittura in memoria venga subito riflessa nel flusso delle istruzioni successive. Altri processori, come quelli delle famiglie Alpha e MIPS, affidano invece al software il compito di mantenere la coerenza tra cache d’istruzioni e dati. In questi casi, una scrittura in memoria non è automaticamente visibile al flusso di istruzioni a meno che il programma non utilizzi esplicitamente un’istruzione o una chiamata al sistema operativo per assicurare la coerenza.
Questa scelta si basa sull’assunzione che il codice automodificante sia un fenomeno raro, permettendo di ridurre la complessità hardware necessaria per mantenere automaticamente la coerenza delle cache.
La gerarchia delle cache si estende se consideriamo il software come parte dell’hardware. Il register file nel core di un processore può essere visto come una cache molto piccola e veloce, i cui hit, miss e riempimenti sono generalmente gestiti dal compilatore in anticipo (vedi in particolare Loop nest optimization). I register file possono avere a loro volta una gerarchia: ad esempio, la Cray-1 (intorno al 1976) disponeva di 8 registri scalari e 8 registri d’indirizzi di uso generale, oltre a 64 registri scalari e 64 registri d’indirizzi di tipo "B". Questi registri di tipo "B" potevano essere caricati più rapidamente rispetto alla memoria principale, poiché la Cray-1 non disponeva di una cache dati tradizionale.

## Implementazione
Dato che le letture dalla cache sono operazioni frequenti che richiedono più cicli di clock, il percorso critico nel design dei processori è spesso il trasferimento dei dati dalla cache all’unità di esecuzione delle istruzioni. Questo passaggio è cruciale per ottimizzare le prestazioni della CPU, poiché un accesso rapido alla cache L1 è fondamentale per ridurre i ritardi.
La cache più semplice è la cache direttamente mappata, dove una porzione dell’indirizzo virtuale viene calcolata tramite un sommatore e usata per indicizzare una memoria SRAM (Static Random Access Memory). I dati corrispondenti sono quindi letti direttamente da quella posizione. In questo schema, non è necessario un controllo delle etichette (tag) durante il ciclo interno di accesso, perché le etichette vengono verificate solo in un secondo momento per confermare un cache hit. Se la verifica fallisce (miss), la cache viene aggiornata e l’accesso ripetuto. 
Le cache associative sono più complesse, poiché richiedono la lettura simultanea di più etichette e dati per determinare quale linea selezionare. Ad esempio, una cache set-associative di primo livello (L1), N-way, legge in parallelo tutte le possibili etichette e dati di un set, scegliendo quelli che corrispondono all’indirizzo richiesto. Le cache di secondo livello (L2) possono ottimizzare il consumo energetico leggendo prima le etichette e poi selezionando i dati dalla SRAM solo se necessario.
Il diagramma a destra illustra l’organizzazione degli indirizzi in cache. Ad esempio, una cache di 4 KB, 2-way set-associative con linee da 64 byte è composta da 64 linee e può leggere due linee contemporaneamente da una SRAM organizzata in 32 righe. Sebbene qualsiasi funzione dei bit dell’indirizzo virtuale compresi tra 31 e 6 possa essere usata per indicizzare etichette e dati, in genere si utilizzano i bit meno significativi per migliorare l’efficienza. 
Cache più moderne possono avere dimensioni variabili e adottare tecniche differenti, come l’indicizzazione virtuale, suggerimenti virtuali (vhints) e indicizzazione fisica. Pur seguendo un percorso di lettura simile, queste cache utilizzano diversi tipi di dati, come i vhints al posto delle etichette, per determinare un cache hit.
Alcune implementazioni dell’architettura SPARC hanno ottimizzato le prestazioni delle loro cache L1 riducendo i ritardi associati al calcolo dell’indirizzo virtuale nei decoder delle SRAM.